# Sonic Labyrinth
Ne doit pas être confondu avec Labyrinth Zone.
 (octobre 2019).
Si vous disposez d'ouvrages ou d'articles de référence ou si vous connaissez des sites web de qualité traitant du thème abordé ici, merci de compléter l'article en donnant les références utiles à sa vérifiabilité et en les liant à la section « Notes et références ».
Sonic Labyrinth est un jeu de plates-formes et de réflexion de Sega sorti en 1995 sur Game Gear. En plus du personnage de Sonic, apparait le docteur Robotnik. Il fut d'abord appelé « Super Labyrinth ». Il a été développé par Minato Giken.

## Système de jeu
Le jeu se déroule dans une enceinte ressemblant à un jeu de flipper, Sonic doit détruire les méchants robots en se roulant en boule afin de récupérer des clés grâce auxquelles il pourra sortir du niveau par la porte.
Sonic n'a à son actif que son spin dash, car Robotnik a remplacé secrètement par d'autres ses chaussures rouges qui lui permettent de courir vite et de sauter. Comme Sonic 3D Flickies' Island, le jeu est en 3D isométrique.

## Niveaux
Le jeu est composé de 4 mondes contenant 4 niveaux chacun (3 normaux et le dernier contre le boss). Pour finir le jeu, il faut battre les 4 boss et donc gagner les 4 émeraudes du Chaos.
- Labyrinth Of The Sky : c'est le plus simple, le joueur apprend à se servir des flippers pour se déplacer dans le jeu. Battre le boss du 4e niveau donne l'émeraude du Chaos bleue.
- Labyrinth Of The Sea : battre le boss du 4e niveau donne l'émeraude du Chaos rouge.
- Labyrinth Of The Factory  : battre le boss du 4e niveau donne l'émeraude du Chaos jaune.
- Labyrinth Of The Castle  : battre le boss du 4e niveau donne l'émeraude du Chaos blanche.

## Postérité
On peut le retrouver sur Xbox et sur PlayStation 2 dans Sonic Mega Collection Plus mais aussi dans Sonic Adventure DX, en tant que bonus caché.